# Artitropa alaotrana
Artitropa alaotrana is een vlinder uit de familie van de dikkopjes (Hesperiidae). De wetenschappelijke naam van de soort is voor het eerst gepubliceerd in 1916 door Charles Oberthür.
De soort komt voor in Madagaskar.